# Stanisław Moniuszko: Paria (wersja włoska)
Stanisław Moniuszko: Paria (wersja włoska) – dwupłytowy album z włoską wersją opery "Paria" Stanisława Moniuszki w trzech aktach z prologiem, o tematyce orientalnej (historia miłości hinduskiego pariasa do córki bramina), w wykonaniu: Katarzyna Hołysz (sopran), Robert Jezierski (bas), Yuri Gorodetski (tenor), Szymon Komasa (baryton), Tomasz Warmijak (tenor), Orkiestra Filharmonii Poznańskiej i Chór Filharmonii Narodowej pod dyrekcją Łukasza Borowicza. To rejestracja pierwszego wykonania dzieła we włoskiej wersji językowej w ramach 23. Wielkanocnego Festiwalu Ludwiga van Beethovena. Album został wydany 9 grudnia 2019 przez DUX Recording Producers (nr kat. DUX 1622/DUX 1623) i Stowarzyszenie im. Ludwiga van Beethovena. Nominacja do Fryderyka 2020 w kategorii Album Roku Muzyka Oratoryjna i Operowa.

## Wykonawcy
- Łukasz Borowicz - dyrygent
- Orkiestra Filharmonii Poznańskiej
- Chór Filharmonii Narodowej
- Bartosz Michałowski - przygotowanie chóru
- Katarzyna Hołysz (Neala) - sopran
- Robert Jezierski (Akebar) - bas
- Yuri Gorodetski (Idamor) - tenor
- Szymon Komasa (Djares) - baryton
- Tomasz Warmijak (Ratef) - tenor
- Justyna Jedynak-Obłoza (Sacerdotessa) - sopran

## Lista utworów

### CD1
Paria Akt 1
1. Preludio / Wstęp (orchestra / orkiestra) (Maestoso non troppo lento) Prologo / Prolog [3:31]
2. Scena prima / Scena pierwsza (Ratef, Idamor) (Lento) Nel tenebror notturno. / Wśród cieniów nocy. [2:21]
3. Scena seconda / Scena druga (coro / chór, Idamor) (Vivace) Lo arrestiam! / Chwytać go! [4:04]
4. Scena terza / Scena trzecia Recitativo e cavatina / Recytatyw i cavatina (Idamor) (Andante ma non troppo lento) Paria! Ei pur provien dalla stirpe rejetta. / Paria! To jeszcze jeden z tej kasty wzgardzony. [5:08]
5. Ouverture / Uwertura (orchestra / orkiestra) [9:25]
6. Scena prima / Scena pierwsza (coro / chór, Sacerdotessa / Kapłanka, Neala) (Allegretto) Gia la notte al di nascente. / Z pod gwiaździstej noc opończy [4:27]
7. Scena seconda / Scena druga (Neala, coro / chór) Recitativo, cantabile e coro / Recytatyw i pieśń z chórem (Allegretto) D´un´ alma pura e grata al ciel la voce! / Czystego ducha wznosić korne modły! [3:57]
8. Scena terza / Scena trzecia (Neala, Idamor) Duetto / Duet (Molto agitato) Idamor! Neala! / Mój drogi! O droga! [7:40]
9. Scena prima / Scena pierwsza (coro / chór) (Moderato) O Suria possente! / O! Suria wspaniały! [2:17]
10. Invocazione / Wezwanie (Akebar, Neala, coro / chór) (Moderato quasi) O Bramini, io v´invitai a consiglio. / Braminowie, wezwałem was w ważnej sprawie. [2:21]
11. Aria / Aria (Akebar) (Moderato) E noto un detto a me, il cui poter tal e. / Jest jedno słowo, co tak wielką władzę ma. [1:46]
12. Pezzo d´insieme / Wielośpiew (Akebar, Neala, 2 Bramini / 2 braminów, coro / chór) (Moderato. Larghetto) Eterno! Eterno! / Przedwieczny, przedwieczny! [3:15]
13. Scena seconda / Scena druga (Neala, Idamor, Akebar, coro / chór) (Allegro maestoso) Idamor! [4:39]

### CD2
Paria. Akt 2
1. Scena prima / Scena pierwsza (Idamor) (Allegro) „Figlio!” Egli mio padre? / „Synu!” On moim ojcem? [0:43]
2. Scena seconda / Scena druga (Neala, Idamor) Duetto / Duet (Allegro) Idamor! Dunque entr´oggi ci unira l´altare! / Idamor! Więc dziś jeszcze żoną twą zostanę. [6:47]
3. Scena terza / Scena trzecia (Neala, coro / chór) (Allegretto) Neala, Neala, ché non sei con noi? / Nealo, Nealo! Czemuś ty nie z nami? [5:17]
4. Scena quarta / Scena czwarta (Neala) Recitativo e romanza / Recytatyw i romans (Un poco agitato) Paria! Un Paria! / Paria! On Paria! [3:40]
5. Scena quinta / Scena piąta (Ratef, Neala) Dialogo / Dialog (Moderato) Un vegliardo che arriva da lunge. / Przybył tu jakiś starzec podróżny. [1:43]
6. Scena sesta / Scena szósta (Djares, Neala, Ratef) Canzone / Pieśń (Un poco piu lento) M´e nota un´ alma, eccelsa citta. / Znam gród wspaniały. [5:52]
7. Terzetto con coro / Tercet z chórem (Djares, Neala, Ratef, coro / chór) (L’istesso tempo) Invan fra le genti m´aggiro. / Lecz próżno, ach próżno tak chodzę. [2:36]
8. Scena settima / Scena siódma (Djares, Idamor) Duetto / Duet (Allegro impetuoso) E lui! Si e lui! Oh Dei! / To on! Tak to on! On sam! [8:17]

Paria Akt 3
- 9. Scena prima / Scena pierwsza (coro / chór) (Allegro impetuoso) Pronto e l´altare! / Już ołtarz gotów pod gwiazdę świata. [5:28]
- 10. Scena seconda / Scena druga (Akebar) Preghiera / Modlitwa (Maestoso) O Dei, d´amorose dolcezze ed affetti. / Bogowie miłości, bogowie rozkoszy. [3:01]
- 11. Ballabili / Balet (orchestra / orkiestra) (Lento. Andantino. Presto) [6:55]
- 12. Scena terza / Scena trzecia (Idamor, Akebar, Djares, coro / chór) (Lento) Che vedo? Qui mio padre! / Co widzę?! To mój ojciec! [4:37]
- 13. Moderato assai. Allegro (Idamor, Akebar, Djares, coro / chór) Mio padre! / Mój Ojcze! [3:15]
- 14. Pezzo d´insieme / Wielośpiew (Idamor, Akebar, Djares, coro / chór) Ingrati! Tacete... / Milczycie? Niewdzięczni! [0:49]
- 15. Allegro doppio movimento – Scena quarta / Scena czwarta (Akebar, Ratef, coro / chór) Oh qual sventura! / O biedne dziecię! [0:54]
- 16. Scena quinta / Scena piąta (Akebar, coro / chór) (Un poco piu mosso) Oh evento inaspettato! / Jak pojąć straszną zmianę? [2:16]
- 17. Cavatina / Cavatina (Neala, Akebar, coro / chór) (Lento assai) Sogno non fu! / To nie był sen! [5:11]
- 18. Finale / Zakończenie (Akebar, Djares, Neala, coro / chór) (Allegro. Agitato ma non troppo presto) Morte! / Śmierć im! [3:36]